# Demone dal dito di ferro
Il demone dal dito di ferro (in inglese iron-fingered demon) o demone della consunzione è una figura della mitologia cherokee.

## Leggenda
Una versione della leggenda, raccolta nella Carolina del Nord nel 1892, narra dell'esistenza di un demone dalle sembianze mutevoli che viveva in una caverna e divorava gli uomini, estraendo loro i polmoni e il fegato, acquisendo forza dalle vittime e provocandone la morte per consunzione. Il demone assumeva le sembianze di una persona lontana da casa e faceva addormentare uno dei suoi familiari, per poi risucchiarne gli organi attraverso un buco praticato con il dito di ferro. Al risveglio, la vittima manifestava i sintomi di una malattia ignota, deperiva e si spegneva inesorabilmente.
Si racconta anche che un giorno i capi cherokee decisero di dare la caccia al demone, inseguendolo nel suo rifugio sui monti. Ma gli attacchi con le frecce erano inutili, poiché il demone consumava molti dei suoi nemici rinvigorendosi sempre più. Quando ormai i guerrieri più valorosi erano sul punto di abbandonare l'impresa, un uccellino che cantava al tramonto suggerì loro di colpire il dito di ferro, l'unico punto debole del mostro. Così avvenne, e il demone perse vigore fino a scomparire. Dopo alcuni anni altri demoni rinacquero, con le stesse macabre abitudini, ma non avevano più il dito di ferro.